# 克拉科夫波兰家乡军博物馆

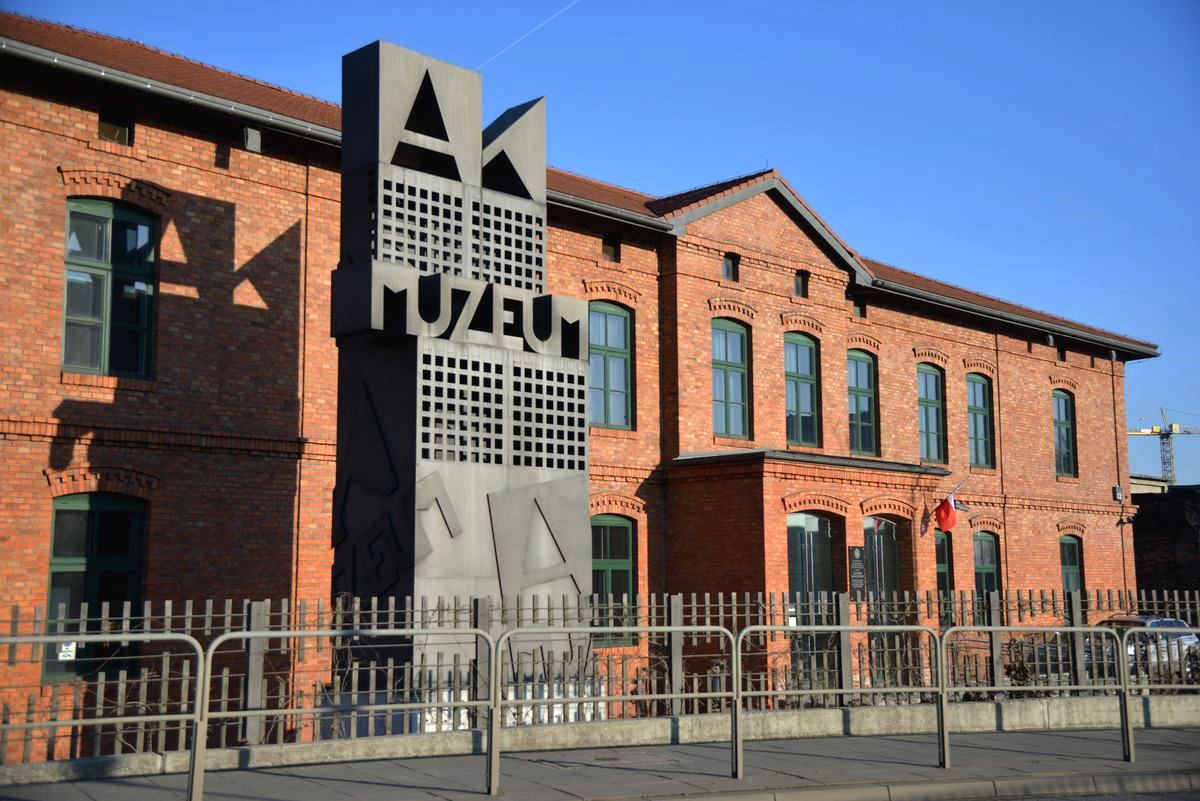

克拉科夫波兰家乡军博物馆 （波蘭語：Muzeum Armii Krajowej w Krakowie）位于波兰克拉科夫，成立于2000年，以纪念波兰地下国及其军事武装波兰家乡军为独立而进行的斗争，这是第二次世界大战期间被占领欧洲最大的抵抗运动。 该博物馆以埃米尔·奥古斯特·菲尔多夫将军“尼尔”命名。这是波兰唯一一个宣传二战期间波兰地下国及其武装力量的机构。波兰家乡军博物馆背后的理念是提供波兰地下国的全景、其精神渊源及其爱国遗产的现状。
该博物馆成立于2000年，是一个地方自治单位，但在正式成立之前，经过了十年的努力，收集家乡军退伍军人的历史物品。到目前为止，该博物馆已经收集了8000多件展品和12000多份档案，其中大部分是世界各地士兵及其家人的礼物，这些都是历史纪念品，通常都带有文物的主题。图书馆资源达到约11500卷。

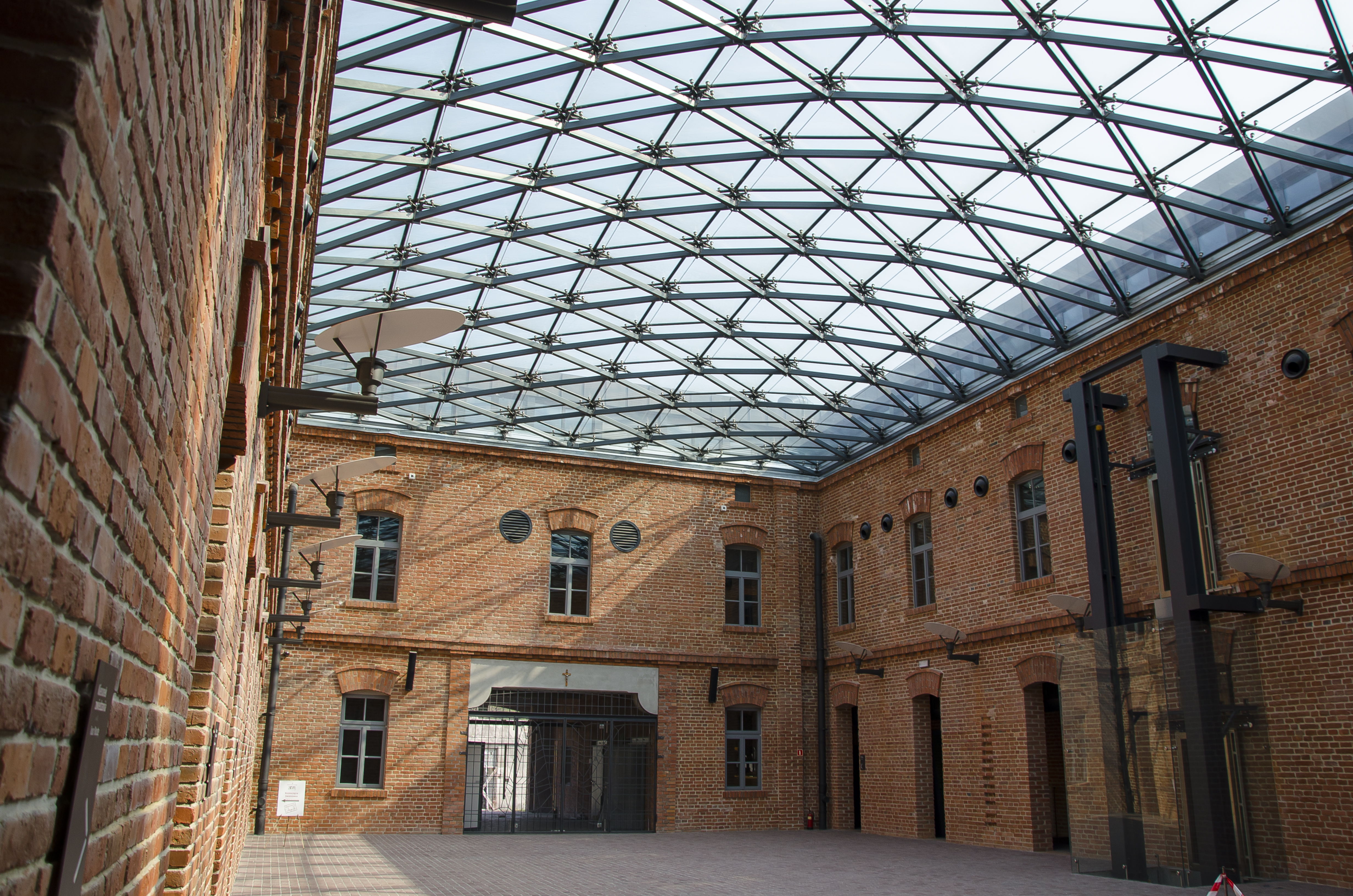

常设展览展示了波兰地下国和波兰家乡军的历史。展览的主要部分始于所谓的“九月战役”（1939年入侵波兰）。波兰分为德国和苏联两个被占领区，包括几个部分（社会、恐怖、集中营、犹太大屠杀和地下国对受迫害犹太人的态度等），并通过照片展示进行了详细记录。展览丰富的叙事场景展示了平民和军人的日常生活，以及两个占领国的政策，这些场景基于文件和工艺品，如制服、弹药、许多文件和装饰品。
展览的主要部分位于地下室。参观者面前是数百张照片和纪念品，讲述家乡军成员的故事。最珍贵的展品之一是著名的胡巴尔少校亨利克·多布尔赞斯基的日记。他是二战期间欧洲第一位游击队指挥官。在其他藏品中，有哈利法克斯号（英国重型轰炸机）机身部分的复制品，以及重建的V-2火箭的内部结构。1944年后重建拘留所，波兰安全部在此关押家乡军和战后自由与独立组织成员，为体验共产恐怖提供了机会。该博物馆收藏了大量武器，包括自制炮弹。
博物馆位于Grzegórzki 区的维塔·斯特沃萨街（Ulica Wita Stwosza）12号。